# Gouvernement de Launay
Royaume de Sardaigne
Chiodo D'Azeglio I
Le gouvernement de Launay (Governo de Launay, en italien) est le gouvernement du royaume de Sardaigne entre le 27 mars 1849 et le 6 mai 1849, durant la IIe législature et la IIIe législature.

## Historique

### Président du conseil des ministres
Claudio Gabriele de Launay

### Listes des ministres
- Ministre des Affaires étrangères: Claudio Gabriele de Launay
- Ministre de l'Intérieur: Pier Dionigi Pinelli
- Ministre de la Justice et des Affaires ecclésiastiques: 
  - Cesare Cristiani di Ravarano (27 mars 1849-29 mars 1849) puis
  - Luigi de Margherita (30 mars 1849-6 mai 1849)
- Ministre de la Guerre: 
  - Giuseppe Dabormida (27 mars 1849-29 mars 1849) puis
  - Enrico Morozzo Della Rocca (30 mars 1849-6 mai 1849)
- Ministre des Finances: Giovanni Nigra
- Ministre des Travaux publics: Giovanni Filippo Galvagno
- Ministre de l'Instruction publique: Vincenzo Gioberti (intérim)
- Ministre de l'Agriculture et du Commerce: Giovanni Filippo Galvagno
- Ministre sans portefeuille: Vincenzo Gioberti